# Semirhage
Semirhage är en av karaktärerna i Robert Jordans fantasybokserie Sagan om Drakens återkomst. Hon är en av de Förlorade, eller de Utvalda som de kallar sig själva, och alltså bland 13 av de starkaste Aes Sedaierna som under Sagans Ålder gick över till den Svarte.
Under Sagans Ålder hette hon Nemene Damendar Boann och var den främsta helare som världen någonsin skådat. Hon levde livet på resande fot, alltid på väg till eller från en patient. Som "betalning" för sina tjänster torterade hon sina patienter samtidigt som hon helade dem och njöt av deras skrik. Till slut uppdagades detta av Aes Sedaierna och hon fick välja sitt straff: att antingen svära en obrytbar ed på att aldrig mer utföra tortyr eller att bli avskuren från saidar. Hon lyckades dock fly från sina fångvaktare och tog sig till Shayol Ghul där hon svor sina eder till den Svarte som den första av de Förlorade.
Som Semirhage fortsatte hon på sin sadistiska bana och torterade bland annat sina tidigare domare till dess att de alla offentligt svor sig till den Svarte. Hennes hat mot Aes Sedaierna fanns dock kvar och hon var den som fann hur man kan tvinga en person som kan bruka Kraften att svära trohet till den Svarte. Semirhage blev till slut en av de mest fruktade av de Förlorade och när hon vid ett tillfälle fångades in lyckades hon skrämma sina fångvaktare till att släppa henne.
Semirhage har sedan hon tog sig ur den Svartes fängelse tagit rollen som Anath Dorje, en högt uppsatt "hovdam" till de Nio Månarnas Dotter, Tuon.